# 베이비스타 라멘

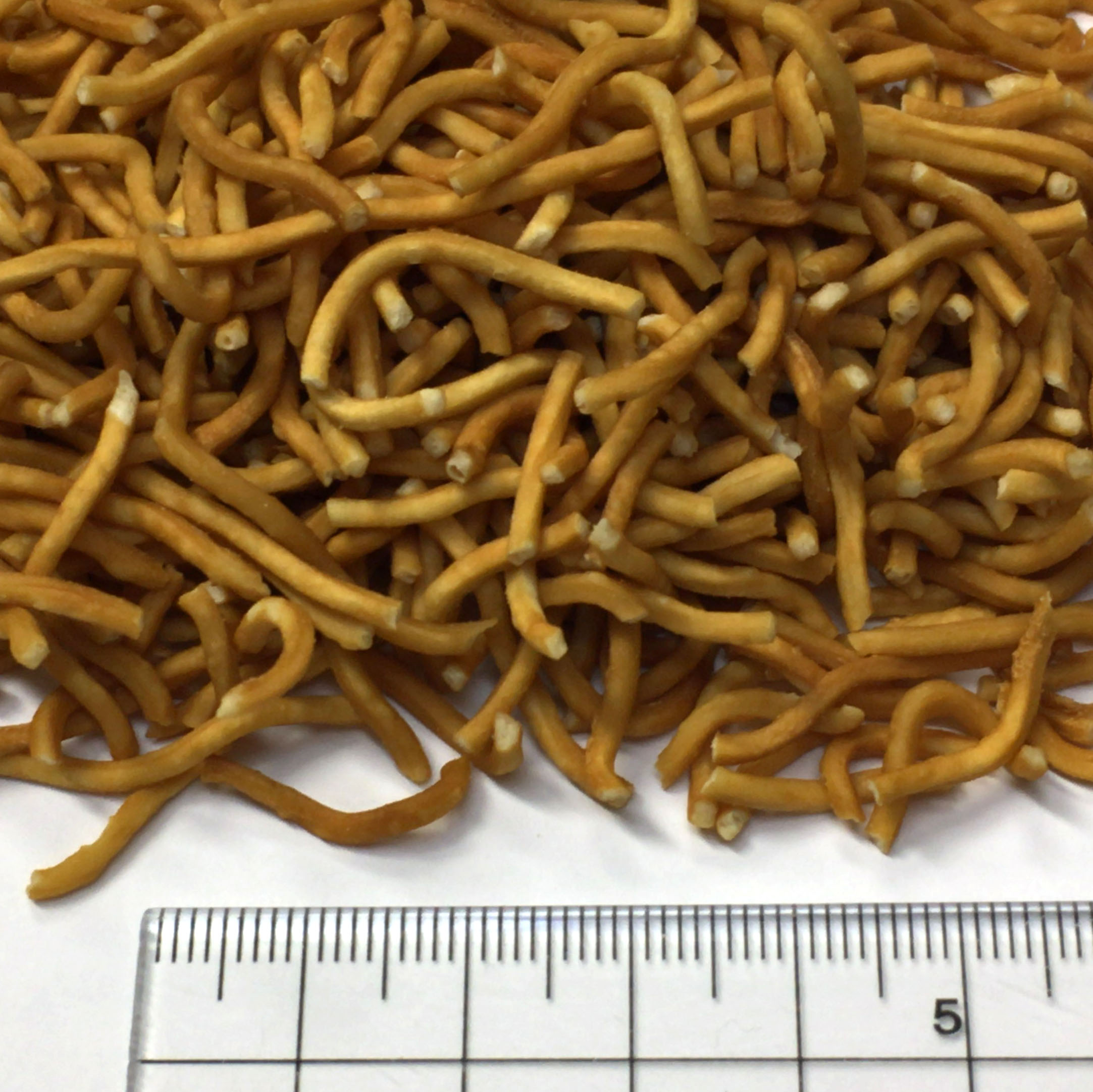
베이비스타 라멘

베이비스타 라멘(일본어: ベビースターラーメン)은 오야츠 컴퍼니가 출시한 일본의 스낵 과자로 1959년 처음 출시되었다.

## 종류
- 치킨라멘맛
- 맛소금맛
- 스파이시치킨맛
- 페터솔트맛
- 야키소바맛